# Kleinias von Tarent
Kleinias von Tarent (altgriechisch Κλεινίας) war ein antiker griechischer Philosoph. Er gehörte zu den Pythagoreern, den Anhängern der Lehre des Pythagoras. Als Zeitgenosse Platons lebte er im späten 5. und im 4. Jahrhundert v. Chr.

## Leben
Der spätantike Philosoph Iamblichos nennt Kleinias in einer Liste von Pythagoreern, die aus Tarent stammten. An anderer Stelle berichtet Iamblichos, dass Kleinias in der Gegend von Herakleia, einer Stadt in der heutigen Basilikata in Unteritalien, lebte und dort Schriften verfasste. Von diesen Werken ist nichts erhalten geblieben, nicht einmal ihre Titel sind bekannt. Aus seinem Leben sind aber Anekdoten überliefert, die seine Haltung charakterisieren und ihn als vorbildlichen Pythagoreer erscheinen lassen.
Eine dieser Geschichten bietet ein Beispiel für das oft gerühmte pythagoreische Freundschaftsideal. Der teils legendenhaften Überlieferung zufolge hielten sich die Pythagoreer an den Grundsatz, dass sie alle untereinander befreundet waren, auch wenn sie einander nicht persönlich kannten. Daraus ergab sich für sie die Verpflichtung, einander bedingungslos zu unterstützen und ihren Besitz nötigenfalls für die Rettung in Not geratener Mitglieder der Gemeinschaft zur Verfügung zu stellen. Es wurde erzählt, Kleinias habe erfahren, dass ein ihm völlig unbekannter Pythagoreer namens Proros, der in der Stadt Kyrene in Nordafrika lebte, infolge von politischen Verwicklungen seinen Besitz verloren hatte und in finanzielle Bedrängnis geraten war. Daraufhin sei Kleinias mit viel Geld von Italien nach Afrika gefahren und habe Proros das verlorene Vermögen ersetzt.
Anderen Berichten zufolge legte Kleinias Wert darauf, niemals unter dem Einfluss von Zorn zu handeln. Wenn er zornig wurde, beruhigte er sich mit Musik. Erst wenn sein Zorn abgeklungen war, wies er jemanden, der eine Verfehlung begangen hatte, zurecht.
Nach einer von Plutarch mitgeteilten Anekdote antwortete Kleinias auf die Frage, wann für einen Mann der geeignetste Zeitpunkt für Geschlechtsverkehr sei: „Dann, wenn du besonders wünschst, dir Unannehmlichkeiten zu bereiten“. Darin äußerte sich eine in Philosophenkreisen und besonders bei den Pythagoreern verbreitete Skepsis gegenüber dem Triebleben.
Kleinias hat Platon anscheinend bei dessen Aufenthalt in Unteritalien (um 389/388) kennengelernt. Der Doxograph Diogenes Laertios überliefert mit Berufung auf den Philosophen Aristoxenos, der wie Kleinias aus Tarent stammte, eine Anekdote, der zufolge Platon beabsichtigte, alle erreichbaren Exemplare der Schriften Demokrits zu verbrennen. Kleinias habe ihn gemeinsam mit einem anderen Pythagoreer namens Amyklas von diesem Vorhaben abgebracht, indem er darauf hinwies, dass die Schriften Demokrits schon so verbreitet waren, dass es nicht mehr möglich war, sie durch Zerstörung von Abschriften aus dem Verkehr zu ziehen. Der historische Kern der Anekdote dürfte darin bestehen, dass sie Kleinias in vertrautem Umgang mit Platon zeigt. Bei der angeblich beabsichtigten Bücherverbrennung handelt es sich aber um eine Verleumdung, die darauf abzielt, Platon als eifersüchtigen Rivalen Demokrits erscheinen zu lassen.
Der Kirchenvater Basilius der Große erwähnt in seiner berühmten Schrift „An die Jugend über den Nutzen der heidnischen Literatur“ eine Anekdote, wonach Kleinias das Schwören prinzipiell ablehnte. Kleinias habe lieber ein Bußgeld von drei Talenten – eine hohe Summe –  bezahlt als eine wahrheitsgemäße Aussage zu beeiden, womit er sich der Strafe hätte entziehen können.

## Rezeption
Die Erwähnungen bei Autoren der römischen Kaiserzeit lassen Kleinias als herausragenden Repräsentanten des Pythagoreertums erscheinen. 
Sicher nicht authentisch sind zwei angeblich von Kleinias verfasste Abhandlungen in dorischem Dialekt, eine über die Frömmigkeit und eine über die pythagoreische Zahlenlehre, von denen nur je zwei kurze Fragmente erhalten geblieben sind. Sie gehören zu dem pseudepigraphen (unter falschem Verfassernamen verbreiteten) Schrifttum, das Themen aus der pythagoreischen Lehre und Lebenspraxis behandelt. Es war üblich, solche Werke bekannten Pythagoreern zuzuschreiben; damit wollten die anonymen Autoren ihren literarischen Fiktionen Beachtung verschaffen. Die Schrift des Pseudo-Kleinias über die Frömmigkeit behandelte die Tugenden und die Erziehung zur Tugendhaftigkeit. Die Datierungsansätze für dieses Werk schwanken zwischen dem 4. Jahrhundert v. Chr. und dem 1. Jahrhundert n. Chr.